# Wskaźnik oksygenacji
Wskaźnik oksygenacji (PaO2/FiO2) – iloraz ciśnienia parcjalnego tlenu we krwi tętniczej i zawartości tlenu w mieszaninie oddechowej (zawartość tlenu przedstawiona w formie ułamka dziesiętnego). Wykorzystywany w ocenie wydolności oddechowej organizmu człowieka.

## Wartości prawidłowe
U zdrowego człowieka, który oddycha powietrzem atmosferycznym:
- ciśnienie parcjalne tlenu we krwi tętniczej – PaO2 = 97 mm Hg
- zawartość tlenu w mieszaninie oddechowej – FiO2 = 0,21
- wskaźnik oksygenacji – PaO2/FiO2 = 470 mm Hg

## Wartości patologiczne
Do zmiany wskaźnika oksygenacji dochodzi m.in. w zespole ostrej niewydolności oddechowej. Na podstawie PaO2/FiO2 i kilku innych wskaźników można określić jego ciężkość:
- łagodny ARDS – PaO2/FiO2 większe niż 200 mm Hg, ale mniejsze lub równe 300 mm Hg
- umiarkowany ARDS – PaO2/FiO2 większe niż 100 mm Hg, ale mniejsze lub równe 200 mm Hg
- ciężki ARDS – PaO2/FiO2 ≤100 mm Hg